# Afriberina humaria
Afriberina humaria är en fjärilsart som beskrevs av Hans Zerny 1935. Afriberina humaria ingår i släktet Afriberina och familjen mätare. Inga underarter finns listade i Catalogue of Life.